# Stiftung Universität Hildesheim

Hauptcampus der Universität Hildesheim (2019)

Die Universität Hildesheim ist eine Stiftungsuniversität in Hildesheim.

## Geschichte

### Pädagogische Hochschule Alfeld – Universität Hildesheim
Hervorgegangen ist die Universität aus einer 1946 gegründeten Pädagogischen Hochschule Alfeld, die wegen der Zerstörung Hildesheims in das weitgehend unversehrte Alfeld gelegt worden war. Unter dem Direktor Hans Abmeier verzeichnete sie im ersten Studienjahr 1946/47 erst 110, dann mehrere Jahre hindurch etwa 50 Einschreibungen für das Volksschullehramt. Sie sollte den katholischen Bevölkerungsteil in der britischen Zone mit Lehrkräften versorgen, ohne dass die Konfession eine Aufnahmebedingung war. Kaplan Hans-Otto Knackstedt lehrte katholische Theologie, Dommusikdirektor Otto Brauckmann die Musik. Unter dem Direktor und katholischen Philosophen Franz Flintrop wurde die PH um 1960 unabhängiger vom Kultusministerium aufgestellt und schließlich unter Rektor Günter Klages 1970 als Abteilung der Pädagogischen Hochschule Niedersachsen nach Hildesheim verlegt.
1978 wurde sie als Wissenschaftliche Hochschule Hildesheim unter dem Rektor Heinz-Wilhelm Alten erneut selbständig und 1989 unter dem Rektorat von Reinhard Göllner zur Universität Hildesheim. Ulla Bosse war 1998–2002 die erste Präsidentin.

### Stiftungsuniversität
Am 1. Januar 2003 ist die Körperschaft Universität Hildesheim von der Trägerschaft des Landes Niedersachsen in die Trägerschaft der öffentlich-rechtlichen Stiftung Universität Hildesheim übergegangen und wurde eine der ersten Stiftungsuniversitäten in Deutschland. Diesen Schritt zur Stiftungshochschule haben zeitgleich vier weitere Hochschulen in Niedersachsen vollzogen, nämlich die Universitäten Göttingen und Lüneburg, die Hochschule Osnabrück und die Tierärztliche Hochschule Hannover. Präsidentin der Stiftung ist May-Britt Kallenrode.
Die Zahl der Studierenden erreichte im Wintersemester 2021/22 die Zahl 8.574. Einen Schwerpunkt bildet traditionell das Lehramtsstudium mit zurzeit etwa 3.200 Studierenden (davon rund 19 % aus anderen Bundesländern). Die Kulturwissenschaften bilden mit rund 1.100 Studierenden die zweitgrößte Gruppe (davon rund 34 % aus anderen Bundesländern).
Der Frauenanteil unter den Studierenden liegt bei etwa 69 %. Auch der Anteil an Professorinnen liegt mit 40 % deutlich über dem bundesweiten Durchschnitt. Die Gleichstellung von Frauen und Männern sowie von Menschen unterschiedlicher sozialer, ethnischer und religiöser Herkunft ist ein wichtiger Bestandteil des Leitbildes der Universität Hildesheim. Ihr Gleichstellungskonzept (Gleichstellungszukunftskonzept) wurde in beiden Runden der dritten Phase des Professorinnenprogramms – initiiert vom Bundesministerium für Bildung und Forschung (BMBF) sowie den Ländern – positiv begutachtet (2008, 2013).

### Rektoren und Präsidenten
Folgende Rektoren und Präsidenten standen der Einrichtung vor:
Pädagogische Hochschule Alfeld 1945–1969
- 1945–1953: Johannes (Hans) Abmeier, Hochschuldirektor
- 1953–1956: Franz Pasternak, Hochschuldirektor
- 1956–1959: Hans-Otto Knackstedt, Direktor
- 1959–1962: Franz Flintrop, Direktor
- 1962–1966: Wilhelm Rückriem, Direktor, ab 1963 Rektor
- 1966–1967: Werner Trillmich, Rektor
- 1967–1969: Heinrich Maiworm, Rektor
- 1969: Günther Klages, Rektor

Dekane der Pädagogischen Hochschule Niedersachsen – Abteilung Hildesheim 1969–1978
- 1969–1971: Günter Klages
- 1971–1973: Fro Trommsdorff
- 1973–1976: Dieter Lüttge
- 1976–1978: Heinz-Wilhelm Alten
- 1978: Herbert Kraatz

Rektoren der Wissenschaftlichen Hochschule Hildesheim 1978–1989
- 1978–1979: Herbert Kraatz, beauftragter Rektor
- 1979–1981: Heinz-Wilhelm Alten, Mathematiker, erster gewählter Rektor der Wissenschaftlichen Hochschule Hildesheim
- 1981–1983: Dieter Lüttge, Psychologe, Rektor der Wissenschaftlichen Hochschule Hildesheim
- 1983–1985: Theodor Kreutzkamp, Mathematiker, Rektor der Wissenschaftlichen Hochschule Hildesheim
- 1985–1989: Reinhard Göllner, Theologe, Rektor der Wissenschaftlichen Hochschule Hildesheim und erster  Rektor der Universität Hildesheim

Rektoren und Präsidenten der Universität Hildesheim 1989–2002
- 1989–1991: Ernst Cloer, Erziehungswissenschaftler, Rektor der Universität Hildesheim
- 1991–1995: Rudolf Weber, Musikwissenschaftler, Rektor der Universität Hildesheim
- 1995–1998: Wolfgang Menzel, Germanist und Pädagoge, Rektor der Universität
- 1998–2002: Ulla Bosse, Psychologin, erste Präsidentin der Universität Hildesheim
- 2002–2003: Wolfgang-Uwe Friedrich, Politikwissenschaftler, Präsident

Präsidenten der Stiftung Universität Hildesheim seit 2003
- 2003–2020: Wolfgang-Uwe Friedrich, Politikwissenschaftler, Präsident
- seit 1. Januar 2021: May-Britt Kallenrode, Physikerin, Präsidentin der Stiftung Universität Hildesheim

## Fachbereiche & Institute
Die Universität Hildesheim gliedert sich in vier Fachbereiche, denen 27 Institute zugeordnet sind.

### Fachbereich 1: Erziehungs- und Sozialwissenschaften
- Institut für Erziehungswissenschaft (Abt. Angewandte Erziehungswissenschaft, Abt. Allgemeine Erziehungswissenschaft)
- Institut für Grundschuldidaktik und Sachunterricht
- Institut für Psychologie
- Institut für Sozialwissenschaften
- Institut für Katholische Theologie
- Institut für Evangelische Theologie
- Institut für Geschichte
- Institut für Sozial- und Organisationspädagogik
- Institut für Sportwissenschaft

### Fachbereich 2: Kulturwissenschaften und Ästhetische Kommunikation
- Institut für Kulturpolitik
- Institut für Philosophie
- Institut für Literarisches Schreiben und Literaturwissenschaft
- Institut für Medien, Theater und Populäre Kultur
- Institut für Musik und Musikwissenschaft
- Institut für Bildende Kunst und Kunstwissenschaft

### Fachbereich 3: Sprach- und Informationswissenschaften
- Institut für deutsche Sprache und Literatur
- Institut für englische Sprache und Literatur
- Institut für Interkulturelle Kommunikation
- Institut für Übersetzungswissenschaft und Fachkommunikation
- Institut für Informationswissenschaft und Sprachtechnologie

### Fachbereich 4: Mathematik, Naturwissenschaften, Wirtschaft und Informatik
- Institut für Biologie und Chemie
- Institut für Geographie
- Institut für Physik
- Institut für Technik
- Institut für Mathematik und Angewandte Informatik
- Institut für Betriebswirtschaft und Wirtschaftsinformatik
- Institut für Informatik

## Studienangebot
Vier Fachbereiche umfasst das Studienangebot der Universität Hildesheim: Die Psychologie, die Erziehungswissenschaft und die sozialpädagogischen Studienangebote sind im Fachbereich 1 verortet. Der Fachbereich 2 mit den Studiengängen Kulturwissenschaften, Kreatives Schreiben oder Szenische Künste ist auf dem Kulturcampus Domäne Marienburg beheimatet. Um Sprache und Kommunikation geht es im Fachbereich 3, zum Beispiel im Studiengang Internationale Kommunikation und Übersetzen. Zu den Studienangeboten des Fachbereichs 4 zählen die Bereiche IT und Umwelt.
Die Lehramtsausbildung für Grund-, Haupt- und Realschule ist in allen vier Fachbereichen zu Hause. Das Fächerspektrum umfasst 18 Fächer.
Insgesamt gehören zum Studienangebot der Universität Hildesheim mehr als 40 Studienprogramme im Bachelor und Master, darunter der englischsprachige Master „Data Analytics“.
Von den insgesamt 8.574 Studierenden im Wintersemester 2021/22 sind 5.959 weiblich, damit liegt der Frauenanteil bei 69 Prozent – deutlich höher als im Bundesdurchschnitt der Universitäten (52 Prozent).
Im Bereich Lehramt sind 3.214 Studierende immatrikuliert, davon 2.188 weibliche Studierende (68 Prozent). Der Anteil der Lehramtsstudierenden liegt bei 37 Prozent der Studierenden der Universität Hildesheim insgesamt. Der Fachbereich 2 (Kulturwissenschaften) umfasst 13 Prozent der Studierenden, nämlich 1.123 (davon 819 weiblich). In den IT-Studiengängen mit den Varianten Angewandte Informatik, Data Analytics und Wirtschafts-Informatik sind 6 Prozent oder 505 Studierende eingeschrieben, hier liegt der Frauenanteil bei 34 Prozent (171 weibliche Studierende).
Im Jahr 2021 haben 1.664 Studierende ihr Studium an der Universität Hildesheim abgeschlossen; 50 Promotionsverfahren konnten erfolgreich beendet werden.

## Forschungszentren

### Center for Digital Change
Das Center for Digital Change untersucht die vielfältigen Prozesse des Digitalen Wandels in einer seiner Komplexität angemessenen Form. Dafür bündelt das Zentrum die bereits bestehenden Forschungs-, Lehr- und Transferinitiativen sowie Kooperationen an der Stiftung Universität Hildesheim, überführt diese in wirksame Strukturen und entwickelt die institutionellen Rahmenbedingungen für die drei Aktivitätsfelder Forschung, Lehre und Transfer auf dem Gebiet des Digitalen Wandels kontinuierlich weiter. Die Verzahnung dieser Aktivitätsfelder ist für das Selbstverständnis des Zentrums konstitutiv und prägt sein Profil im Umfeld vergleichbarer Institutionen.

### Center for World Music
Das Center for World Music ist ein Zentrum für musikethnologische Forschung und Lehre, ein Treffpunkt für Musiker und eine Basis für transnationale Begegnungen. Als Kompetenzzentrum bewahrt es bedeutende Spuren weltweiten Musikschaffens und macht sie der Wissenschaft und der Öffentlichkeit zugänglich. Das CWM beherbergt umfangreiche Sammlungen an Tonträgern, Instrumenten und Dokumenten.
Im Fokus der musikwissenschaftlichen Forschung am Center for World Music steht die globale Vielfalt von Kulturen und deren Umgangsformen mit Musik.
Das CWM bietet seit 2011 den bundesweit einzigartigen berufsbegleitenden Master-Studiengang musik.welt – Kulturelle Diversität in der musikalischen Bildung an.

### Centrum für Lehrerbildung und Bildungsforschung (CeLeB)
Das Centrum für Lehrerbildung und Bildungsforschung (CeLeB) ist ein zentrales wissenschaftliches Zentrum der Universität Hildesheim.
Das CeLeB nimmt konzeptionelle und koordinierende fachbereichsübergreifende Aufgaben in Lehrerbildung, Bildungsforschung und Fort- und Weiterbildung wahr. Diese Aufgaben spiegeln sich in der Struktur des CeLeB, zu dem die zugeordnete Koordinierungsstelle Lehramt, eine Geschäftsstelle und die drei Abteilungen Lehre und Studium, Forschung und wissenschaftlicher Nachwuchs sowie Lehrkräftefort- und -weiterbildung gehören.

### Forschungsstelle Leichte Sprache
Am Institut für Übersetzungswissenschaft und Fachkommunikation der Universität wurde im Januar 2014 die Forschungsstelle Leichte Sprache gegründet. Sie stellt es sich zur Aufgabe, Leichte Sprache in sprach- und übersetzungswissenschaftlicher Perspektive zu erforschen, und sieht sich als Scharnier zwischen universitärer Forschung und praktischer Anwendung der Leichten Sprache in Behörden und Unternehmen. Sie führt forschungsbegleitete Übersetzungsprojekte durch (Schwerpunkt juristische und administrative Texte) und bietet Workshops sowie die Prüfung von bereits übersetzten Texten an. Gemäß den Prüfergebnissen überarbeitete Texte erhalten das „Prüfsiegel Leichte Sprache“ der Forschungsstelle.

### Herder-Kolleg – Zentrum für transdisziplinäre Kulturforschung
An der Universität hat sich über drei Jahrzehnte ein Schwerpunkt in den Kulturwissenschaften entwickelt, der wissenschaftliche und ästhetische beziehungsweise künstlerische Praxis erkenntnisinnovativ verbindet. Die Lehr- und Forschungsansätze entstehen im Verbund von Theater-, Musik-, Medien- und Literaturwissenschaften sowie Bildender Kunst, Kulturpolitik, Philosophie und Sprachwissenschaften. Gebündelt werden sie im 2009 gegründeten „Herder-Kolleg. Zentrum für transdisziplinäre Kulturforschung“.

### Kompetenzzentrum Frühe Kindheit Niedersachsen
2007 wurde an der Stiftung Universität Hildesheim das Kompetenzzentrum Frühe Kindheit Niedersachsen gegründet. Die Universität hat im Schwerpunkt Erziehungs- und Sozialwissenschaften langjährige Erfahrungen und stellt ihre Expertise niedersachsen- und bundesweit mit dem Forschungszentrum zur Verfügung. Das Zentrum ist Plattform für Forschungsvorhaben, für den interdisziplinären und internationalen Austausch, für die wissenschaftliche Nachwuchsförderung, für regionale Vernetzung und für die Unterstützung von Professionalisierungsbemühungen in den Handlungsfeldern. Erforscht wird die Pädagogik der frühen Kindheit, die kindliche Entwicklung, die soziale Lage von Kindern, die Organisation von Bildungssettings und ihre rechtliche Verankerung. Auf dieser Basis können wichtige Grundlagen für die Förderung frühkindlicher Bildung und Entwicklung erarbeitet werden.

### Zentrum für Geschlechterforschung (ZfG)
Das ZfG ist die zentrale Plattform der Geschlechterforschung der Universität Hildesheim. Das ZfG stärkt zum einen die Sichtbarkeit und dient der Vernetzung und Kooperation sowie der Profilierung der Geschlechterforschung an der Universität Hildesheim. Zum anderen unterstützt das ZfG den Ausbau von lokalen, regionalen, bundesweiten und internationalen Forschungskooperationen. Weitere Ziele des ZfG sind die Förderung des wissenschaftlichen Nachwuchses und die verstärkte Integration der Geschlechterforschung in die Lehre.

### Zentrum für Bildungsintegration (ZBI)
Das Zentrum für Bildungsintegration der Universität Hildesheim versteht sich als Think Tank und Plattform von wissenschaftlichen, aber auch zivilgesellschaftlichen Akteuren, die sich empirisch, grundlagentheoretisch und praktisch mit den Chancen und Herausforderungen von Inklusionsprozessen in zunehmend diverser werdenden Gesellschaften auseinandersetzen. Das Zentrum ist interdisziplinär angelegt und widmet sich den vielfältigen Aspekten von Diversity, Inklusion und Partizipation in Bildungsprozessen und Bildungssystemen. Das Zentrum initiiert, begleitet und vernetzt Forschungs- und Praxisprojekte der Bildungsintegration, entwickelt Implementierungs- und Transferstrategien.

## Ehrendoktorwürden
Folgenden Personen verlieh die Universität die Ehrendoktorwürde:
- Lore Auerbach, Musikpädagogin
- Norbert Bischof, Psychologe und Systemtheoretiker
- Jürgen Flimm, Theaterregisseur und Intendant
- Clemens Geißler, Architekt und Entwicklungsplaner
- Hilmar Hoffmann, Kulturpolitiker („Kultur für alle!“), ehemaliger Präsident des Goethe-Instituts
- Werner Hofmann, Kunsthistoriker
- Hans Kolbe, Unternehmer
- Arwed Löseke, Unternehmer und Förderer der Universität Hildesheim
- Ram Adhar Mall, indischer Philosoph
- Carsten Maschmeyer, Gründer der AWD Holding AG
- Michael Pewsner, Bildungswissenschaftler und ehemaliger Prorektor an der Staatlichen Jaroslaw-der-Weise-Universität Novgorod
- Hermann Rappe, SPD-Politiker und Gewerkschafter
- Karl Starkebaum, Sprachwissenschaftler und ehemaliger Rektor der Renataschule Hildesheim
- Rita Süssmuth, CDU-Politikerin, ehemalige Bundesministerin und Bundestagspräsidentin
- Sebastian Thrun, Informatiker und Robotik-Spezialist, war Professor für Künstliche Intelligenz an der Stanford University und VP bei Google
- Martin Walser, Schriftsteller
- Christa Wolf, Schriftstellerin

Darüber hinaus verlieh die Universität an Heiko Klinge, Walter Georg Olms, Dominik Freiherr von König, Jürgen Stark (Ökonom), Uwe Schiedeck, Rainer Hermeling und Hajo Kurzenberger die Ehrensenatorwürde und an Gerald Frank, Margot Möller-Meyer, Rolf Irle, Hans-Georg Koitz und Christa Mezzetti die Ehrenbürgerwürde.

## Bekannte Dozenten
- Heribert Heinrichs (1922–2004), Medienpädagoge
- Franz Flintrop (1920–2012), Philosoph
- Helmut Sturm (1929–2015), Zoologe, beschrieb mehrere Dutzende neue Arten der weltweit verbreiteten Archaeognatha und gehörte international zu den wenigen Experten auf diesem Gebiet
- Rudolf W. Keck (1935–2023), Erziehungswissenschaftler
- Günther Stiege (1935–2020), Mathematiker, Informatiker und Hochschullehrer
- Irene Würdinger (1936–2018), Biologin mit dem Forschungsschwerpunkt Ornithologie; erste Frauenbeauftragte der Hochschule Hildesheim
- Dietrich Peter Pretschner (1938–2007), Nuklearmediziner und Informatiker; gründete und leitete das Institut für Medizinische Informatik
- Silvio Vietta (* 1941), Literaturwissenschaftler
- Manfred Klika (1942–2024), Mathematiker und Hochschullehrer
- Hans-Otto Hügel (* 1944), Kulturwissenschaftler
- Hede Helfrich (* 1944), Psychologin
- Ernst-Erich Doberkat (* 1948), Mathematiker, Informatiker und Hochschullehrer
- Hanns-Josef Ortheil (* 1951), Autor und Germanist
- Werner Keil (* 1952), Musikwissenschaftler
- Uwe Schrader (* 1954), Filmwissenschaftler
- Martin Schreiner (* 1958), Religionspädagoge und Hochschullehrer
- Hans Fleisch (* 1958), Jurist und Stiftungsexperte
- Michael Gehler (* 1962), Historiker
- Birgit Mandel (* 1963), Kulturwissenschaftlerin
- Rolf Elberfeld (* 1964), Kulturphilosoph
- Toni Tholen (* 1965), Germanist und Literaturwissenschaftler
- Joachim Friedmann (* 1966), Dramaturgie
- Thomas Roth-Berghofer (* 1967), Informatiker und Schriftsteller
- Jens Roselt (* 1968), Theaterwissenschaftler und Dramatiker
- Mathias Mertens (* 1971), Medienwissenschaftler
- Annemarie Matzke (* 1972), Theaterwissenschaftlerin
- Thomas Klupp (* 1977), Autor und Literaturwissenschaftler
- Kevin Kuhn (* 1981), Autor und Literaturwissenschaftler

## Bekannte Studenten
- Sebastian Nübling (* 1960), Regisseur
- Jürgen Rausch (* 1961), Bildungs- und Sozialwissenschaftler sowie Vorstandsvorsitzender des SAK Lörrach
- Axel Klein (* 1962), Musikwissenschaftler
- Hartmut El Kurdi (* 1964), Schriftsteller
- Christiane Schulzki-Haddouti (* 1967), Journalistin und Autorin
- Sebastian Thrun (* 1967), Informatiker und Robotik-Spezialist
- Jo Lendle (* 1968), Schriftsteller
- Alke Martens (* 1970), Informatikerin und Hochschullehrerin
- Nadja Sennewald (* 1971), Autorin
- Ulf Fildebrandt (* 1972), Schriftsteller
- Mariana Leky (* 1973), Autorin
- Christian Prokop (* 1978), ehemaliger Bundestrainer der Männer-Handballnationalmannschaft
- Silvia Ochlast (* 1980), Radiomoderatorin
- Martin Spieß (* 1981), Schriftsteller und Musiker
- Stefan Stuckmann (* 1982), Comedy-Autor
- Alexandra Müller (* 1983), Künstlerin
- Anna Basener (* 1983), Autorin
- Vanessa Aab (* 1983), Filmschaffende
- Jan Fischer (* 1983), Autor
- Jan Gehler (* 1983), Theaterregisseur
- Leif Randt (* 1983), Schriftsteller
- Funny van Money, Autorin
- Olivia Wenzel (* 1985), Autorin, Dramaturgin, Musikerin und Performerin
- Lasse Weritz (* 1986), Politiker
- Alexander Lindh (* 1988), Drehbuchautor
- Juan S. Guse (* 1989), Autor
- Leander Fischer (* 1992), Autor
- Helene Bukowski (* 1993), Autorin
- Ronja von Rönne (* 1993), Autorin und Journalistin
- Ann-Kristin Tlusty (* 1994), Autorin und Journalistin
- Faraz Shariat (* 1994), Filmregisseur, Drehbuchautor und Filmproduzent
- Felix J. Mohr (* 1996), Dramatiker, Dramaturg und Theaterregisseur